# Thomas Karlsson
Thomas Karlsson, född 1972, är en svensk författare, idéhistoriker, religionsvetare och grundare av den esoteriska orden Dragon Rouge. Doktorsavhandlingen från 2010 behandlar 1600-talsmystikern Johannes Bureus och dennes tankevärld med runor och kabbala. Karlsson skrev även metalbandet Therions låttexter 1996 - 2010 och var medlem i industri-dark ambientbandet Shadowseeds. Han undervisar i religionsvetenskap vid Stockholms universitet och har varit redaktionschef för tidningen Quintessens. Karlssons böcker finns översatta till engelska, tyska och italienska.